# Priboieni (gmina)
Priboieni – gmina w Rumunii, w okręgu Ardżesz. Obejmuje miejscowości Albotele, Paraschivești, Pitoi, Priboieni, Sămăila, Valea Mare, Valea Nenii i Valea Popii. W 2011 roku liczyła 3549 mieszkańców.